# جیمز دایسون
جیمز دایسون (به انگلیسی: James Dyson) (زاده ۲ مه ۱۹۴۷) کارآفرین، سرمایه‌دار، مخترع و مدیر ارشد اجرایی بریتانیایی است، که در سال ۱۹۹۳ شرکت دایسون را تأسیس نمود.
وی عضو افتخاری انجمن مهندسان برق و الکترونیک است.